# Schistidium antarctici
Schistidium antarctici är en bladmossart som beskrevs av Savicz-ljubitskaya och Smirnova 1965. Schistidium antarctici ingår i släktet blommossor, och familjen Grimmiaceae. Inga underarter finns listade i Catalogue of Life.